# サージ電流
サージ電流（サージでんりゅう、surge current）とは、電気回路等について、その電源投入時等に生じる瞬間的な規格外の大電流のことである。

## 概要
サージ電流は、主に電気/電子機器を扱う領域で用いられる言葉であり、サージ電圧の発生に伴って生じる瞬間的で、ときに予測不可能な大電流の到来である。当該機器内部のスイッチングといった内部要因と落雷のような外部要因があるが取り立てて区別はしない。
文脈によっては、特に雷サージ電流のみを指して「サージ」と言う場合もある。落雷により発生するサージは他のサージとは桁違いの規模であり、広域にわたる多数の電気機器損傷といった甚大な被害が生じうる。
通常の電気/電子機器の運用においては、スイッチの開閉などにより電流の大きさや正負が急激に変化する状況で発生する。スイッチの他にも、磁場の急激な変化やコンデンサの放電などによっても生じる。ひとつの典型的はブラシモータのブラシから生じる電流電圧変動である。
実務上は、電気機器の回路を停止ないしは破壊する水準の高電圧/大電流が生じうる場合であり、対策が必要となる。サージと「ノイズ」との区別は明確ではないものの、やはり、機器の停止ないしは破壊を招くか否かが一つの線引きとなる。
多くの場合でその変化はパルス状であり、「インパルス電流」（impulse current）とも呼ばれる。パルス状であるがゆえにその最大値を捉えることは容易でないうえにかならずしも重要でもなく、もっぱら時間当たり上昇率で評価される。誘導性負荷、モーター、温度依存性の負荷を回路に接続または遮断する際に流れる電流変動は、100A/ミリ秒超といった水準に達しうる。また、落雷による場合には100kA/マイクロ秒をゆうに超えることがある。
サージ電流によって、電気機器の機能停止や半導体素子の破壊が生じうるため、市販の電気製品では相応の防護策が講じられる。

## サージ電流の発生
サージ電圧Esは電流ｉの増減を妨げる方向に発生する。
{\displaystyle Es=-L{di \over dt}}
すなわち、短時間に大きな電流変化があるほど、また回路のインダクタンスLが大きいほど、サージ電圧は大きくなる。この電圧と回路のインピーダンスの関係により、サージ電流が生じる。
同様に磁束ΦB の変化によっても発生する。すなわち、
{\displaystyle Es=-{{d\Phi _{B}} \over dt}}
代表的な落雷では、短時間に大きな減衰振動電流が生じ、短時間に大きく変動する電磁界を形成するため、回路に雷電流が直接侵入しなくても、その短時間の大きな磁束変化により、近傍の回路には大きなサージ電圧が誘導され、大きなサージ電流が生じる。これが典型的な「誘導雷サージ」である。回路に直接、雷電流が侵入すると「直撃雷サージ」となる。
また雷の場合、大地と雷雲は一種のコンデンサであり、電荷が蓄積される。ここに架空線などがあると、架空線と大地もこれに接続されたコンデンサとなっているため、雷雲同士の放電などにより電荷量が変化すると、これに応じた電流が架空線などに生じ、誘導雷サージとなる。

## サージ電流対策
基本となるのは導通状態の回路の予測外の開閉を避けることである。例えば機器のコンセントを抜き差しする前にスイッチを切っておく、アンプ機器の電源投入の前にあらかじめボリュームを下げておくなどという工夫はサージの予防の一環でもある。
加えて、・回路のインダクタンスを抑えてサージ電圧の規模を抑える　・発生したサージ電圧を遮断/減衰させて他に波及させないといった手立てがある。
サージのような電流/電圧変動を遮断/減衰させるためにはコンデンサやコイルが用いられる。例えば整流子モータの電圧や電流をマイコンで計測するような場面では最低でもコンデンサによるサージ対策が施される。（コイルよりもコンデンサのほうが安価である。）
さらには、回路要素のサージ電圧耐力（インパルスや静電気耐力）そのものを向上させることも勿論有効である。
落雷以外の現認のサージについては、突入電流と同様の対策が有効である。